# 王樹金
王 樹金（おう じゅきん、英: Wang Shu Jin、1905年 - 1981年）は、中国河北省天津出身の中国武術家。
日本において初めて公式に中国武術の本格的指導を行った真のパイオニア的人物（合計21回来日）。太極拳・形意拳・八卦掌を教授した。教義に仏教思想をも内包する道教系、「一貫道」（天道）の幹部信徒（第三位階）、菜食主義者であった。
初学は河北派形意拳の大家として知られる、八卦掌の開祖・董海川の最晩年の弟子であった張占魁に就いて関門弟子（最後の弟子）となり、形意拳及び八卦掌を教授される。張の紹介により1934年（民国23年）王向斉から「大成拳樁法」を教授される。張占魁は晩年に弟子達を当時天津滞在中の王向斉の下でも学ばせた。その中には心会掌創始者・趙道新や銭樹樵などがいる。

## 経歴
1939年（民国28年）には、張占魁の薦めにより、当時天津にあった第一国術館の八卦掌教官蕭海波に指導を受け、八卦秘掌を伝授される。
共産党による南京制圧間際の1949年には、台湾に渡り、台中市に「誠明国術館」（現在の「中華武術国際誠明総会」の前身）を設立。この頃の王は台湾の武術家を相手に積極的に比武を行ったと言われている。
また、誠明太極拳（南京中央国術館式太極拳、九十九式太極拳、王式太極拳とも言われている。）、形意拳、八卦掌などの武術を指導した。
1958年（昭和33年）に蔣介石の国民党政府の要請により1959年に渡日、合計21回来日し、中国武術の教授を行う。1960年に陳泮嶺が設立した「中国太極拳倶楽部（台湾政府直轄の太極拳団体である中華民国太極拳総会の前身。）」に韓慶堂や中国国民党・蔣介石の総統府侍衛隊の武術教官であり武壇国術推広中心代表だった劉雲樵らとともに参加した。
王の教授した門弟は多数に及び、現代においても日本の武術・武道界に巨大な影響を残している。我が国において王の技は1958年（昭和33年）に佐藤金兵衛が広めた。現在では、王樹金後継者の王福来（中華武術国際誠明総会）、地曳秀峰（全日本柔拳連盟）や、拝師弟子の河野義勝（義誠国術館）、中華武術国際誠明総会の日本人教練達の手によって後進に教授され続けている。

## 武術
王樹金が伝えた武術については以下の通りである。
誠明気功（第一段～第五段）
太極拳 誠明太極拳（百勢　第一段～第七段）誠明太極剣
「誠明太極拳」は、日本では「正宗太極拳」と呼ばれているが、王福来が代表を務める中華武術国際誠明総会では、「誠明太極拳」と呼んでいる。
形意拳
1.五行拳（劈、蹦、鑚、炮、横）
2.十二形拳（龍、虎、猴、馬、鶏、鷂、燕、𩿡、鷹、熊、蛇、鼉）
3.五行相生
4.五行相剋
5.閃電手
6.連環拳
7.把勢
8.十二横捶
9.八式拳
10.雜式捶（一路）
11.雜式捶（二路）
12.七星捶
13.形意剣
14.形意刀
15.形意棍
16.形意五郎棍
17.二十四拐
18.純陽剣
19.形意槍（第一～第五）
八卦掌
1.八母掌
2.八卦単操
3.連環掌
4.遊身掌
5.変幻掌
6.風雲掌
7.六十四掛
8.六十四勢
9.五行掌
10.八字掌
11.鑚天遊龍
12.龍形八勢
13.八卦秘掌
14.八卦双剣
15.八卦刀
16.八卦棍
17.陰陽鉞
これ以外にも七星刀や形意槍型などがある。
王樹金は張占魁に「形意拳は習ったが、八卦掌を習っていない。八卦掌は陳泮嶺から習ったもので、王樹金の八卦掌は程派八卦掌」と紹介されているものも見受けられるが、張占魁は形意八卦を合わせて一門としていたため、弟子には形意拳のみを教えて八卦掌を教えないということはなかった。
形意拳や八卦掌についても陳泮嶺のものと型が類似している理由は、王樹金は、台湾在住中に陳泮嶺と交流を持ち、互いに技量を持ち合い共に武術の研究をしていたためであり、共通の型が多い。
また、王樹金は自著「八卦連環掌」の中で、「渡台後に陳泮嶺師兄に再会し、太極拳を学び、それは既に（張占魁より）習得していた「四連拳」に似ていた。」とも明記している。
王樹金の門派は終南門と呼ばれているが、王の生前は武当派太極拳、終南派形意拳、峨嵋派八卦掌と山の名前で呼んでいたことに由来する。
中華武術国際誠明総会は今や台湾はもとよりイスラエルをはじめ、フランス、イタリア、アメリカ、アルゼンチン、オーストラリア等の国々や日本にも分館を持つ国際組織となっている。これも王樹金の功績と言えよう。

## 注
1. ↑  “王樹金老師－日本に初めて正式に太極拳、形意拳、八卦掌を紹介した中国武術界の巨星”.   太極拳、気功教室. 2021年1月4日閲覧。

## External links
- Wang Shu Jin, page in emptyflower
- Wang Shu Jin, baguamen
- YouTube video
- In Japan
- Documentary
- 中國武藝師傳系統表(削除)
- 中國武藝師傳系統表(ミラー | 横浜中華街 天宝堂ブログ)